# Kriegsgräberstätte Cheb

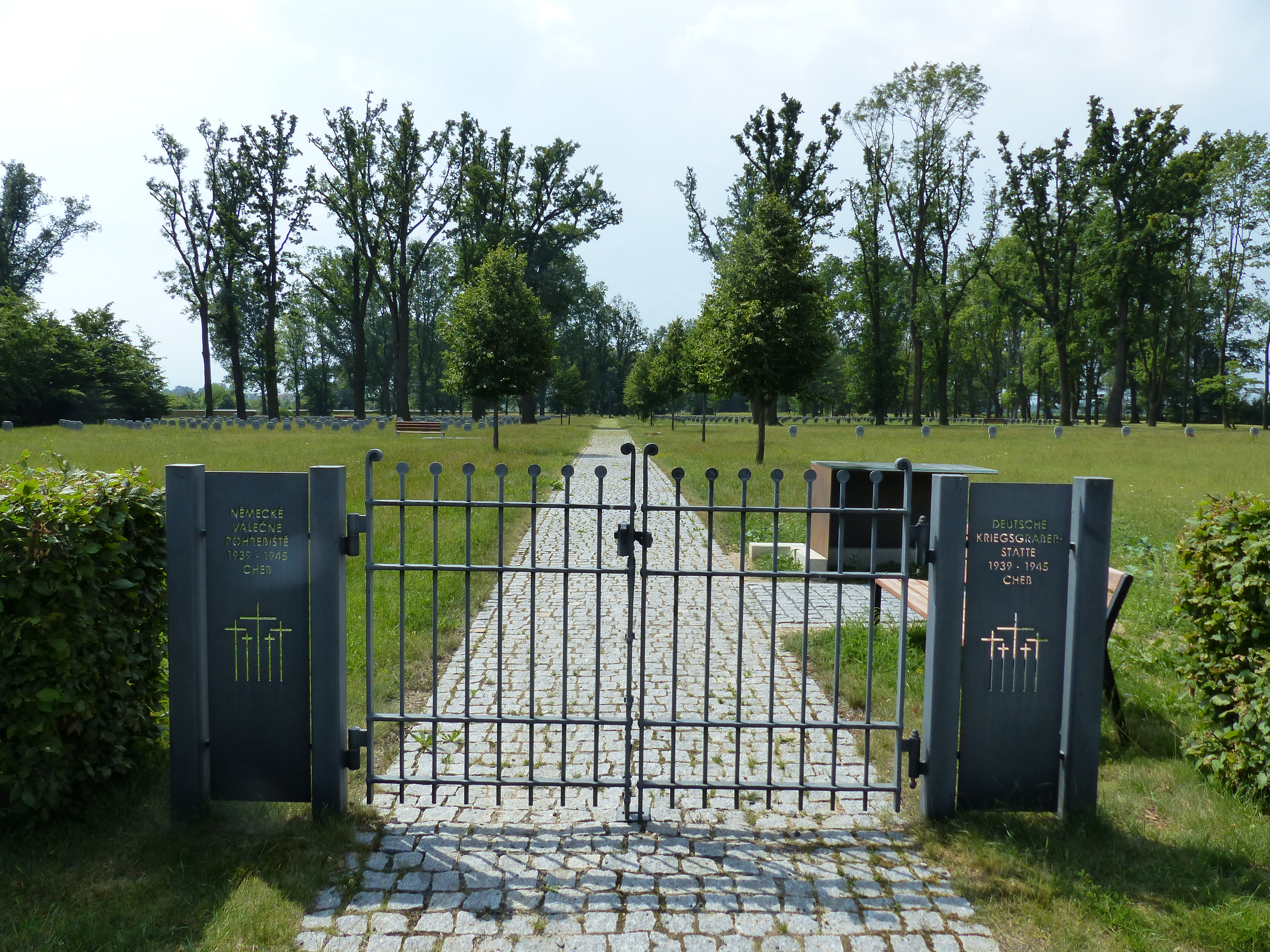
Eingang in die Kriegsgräberstätte

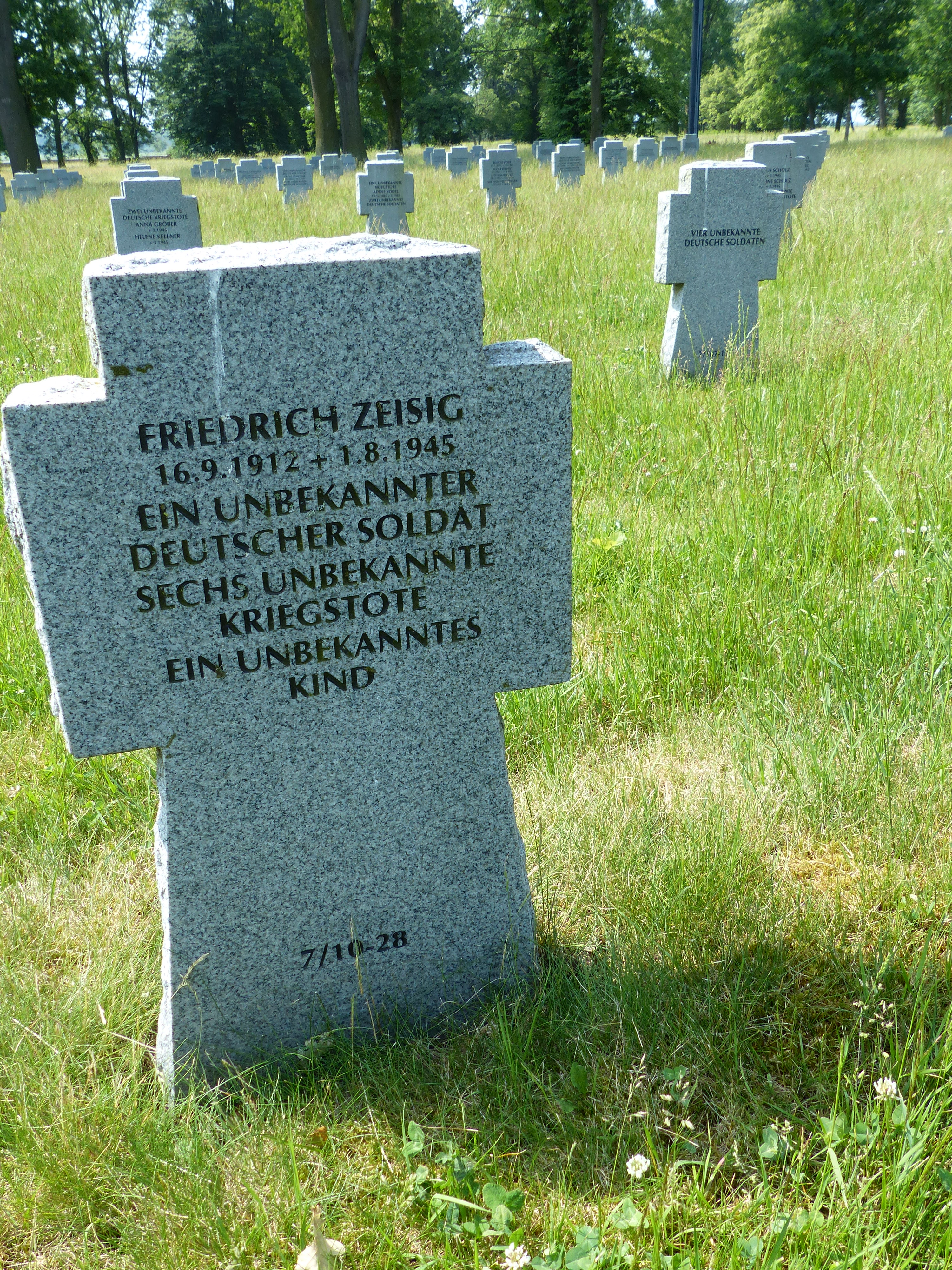
Einzelner Grabstein, doppelseitig beschriftet

Die Kriegsgräberstätte Cheb ist ein Teil der Friedhofsanlage der tschechischen Stadt Cheb und eine Ruhestätte für über 6000 Kriegstote.
Die Kriegsgräberstätte wurde in den Jahren 2008 bis 2010 auf Initiative des Volksbundes Deutsche Kriegsgräberfürsorge errichtet. Sie erinnert sowohl an gefallene deutsche Soldaten als auch an zivile Opfer, außerdem an französische und russische Bürger, die als Kriegsgefangene und Zwangsarbeiter in Cheb und Umgebung gestorben sind. Bei den Toten handelt es sich nicht nur um Soldaten und Zivilisten, die in der Stadt gestorben sind: es wurden Tote aus insgesamt etwa 145 Orten in Tschechien exhumiert und umgebettet. Bisher sind 6000 Tote dort bestattet, die Anlage soll noch weiter ausgebaut werden. Auf der Freifläche und in Ausstellungsräumen stehen Informationen über die Verstorbenen zur Verfügung. Bei vielen Gräbern war eine persönliche Identifizierung der Toten nicht mehr möglich, teilweise sind aber wenigstens Personennamen bekannt. Namentlich gelistet sind auch die Kriegstoten, die nicht mehr umgebettet werden konnten.

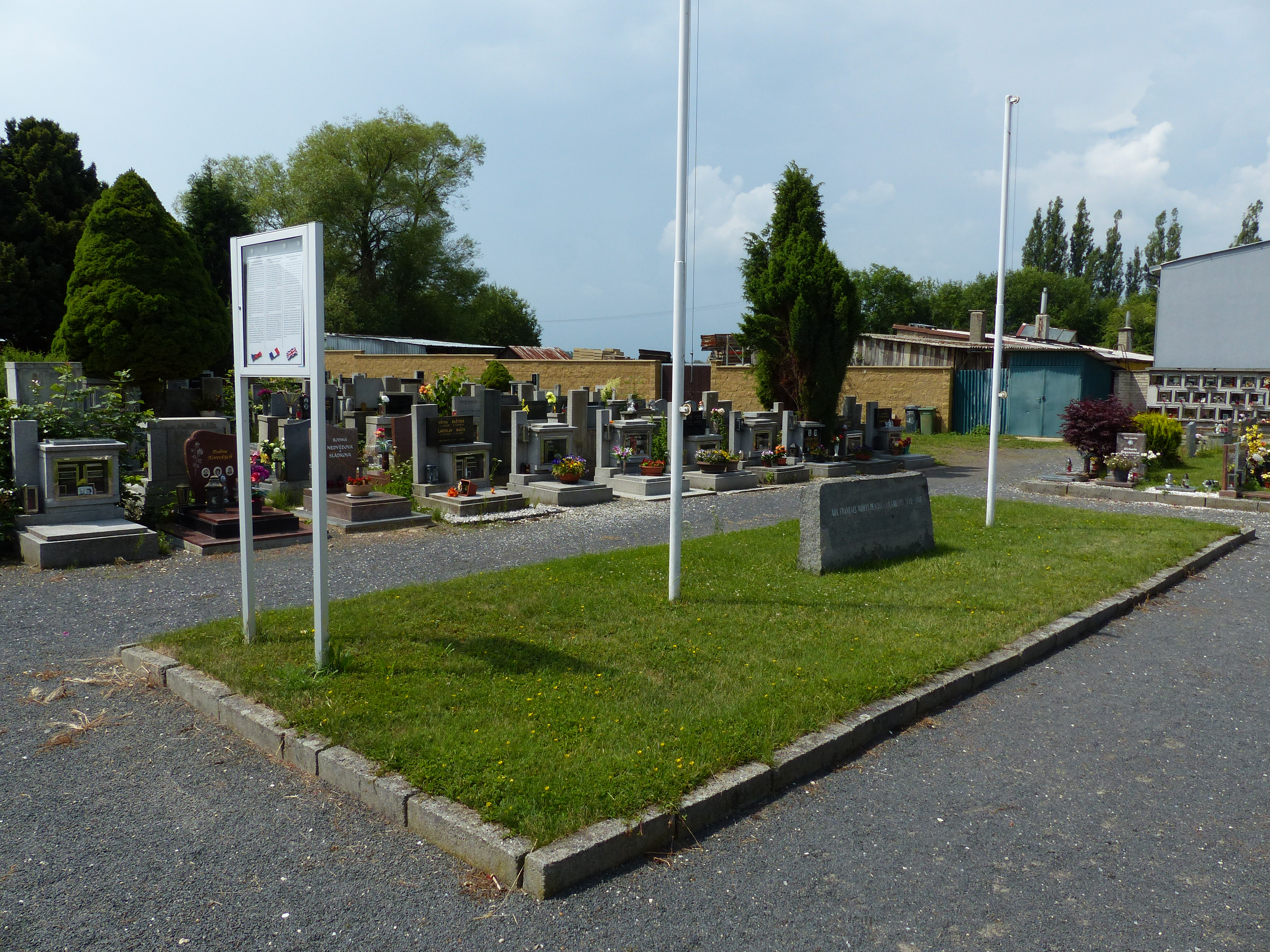
Denkmal für die französischen Toten
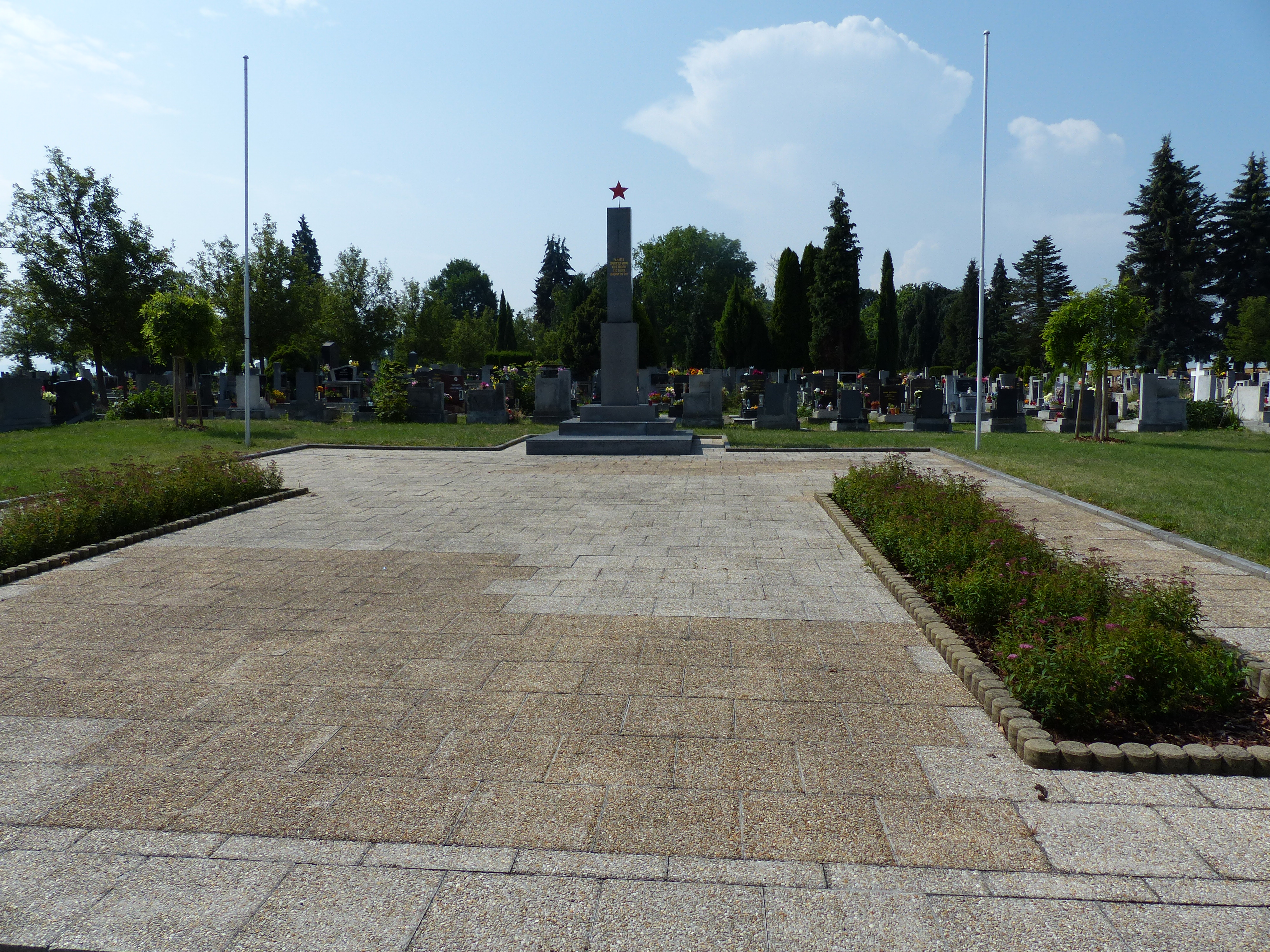
Denkmal für die russischen Toten
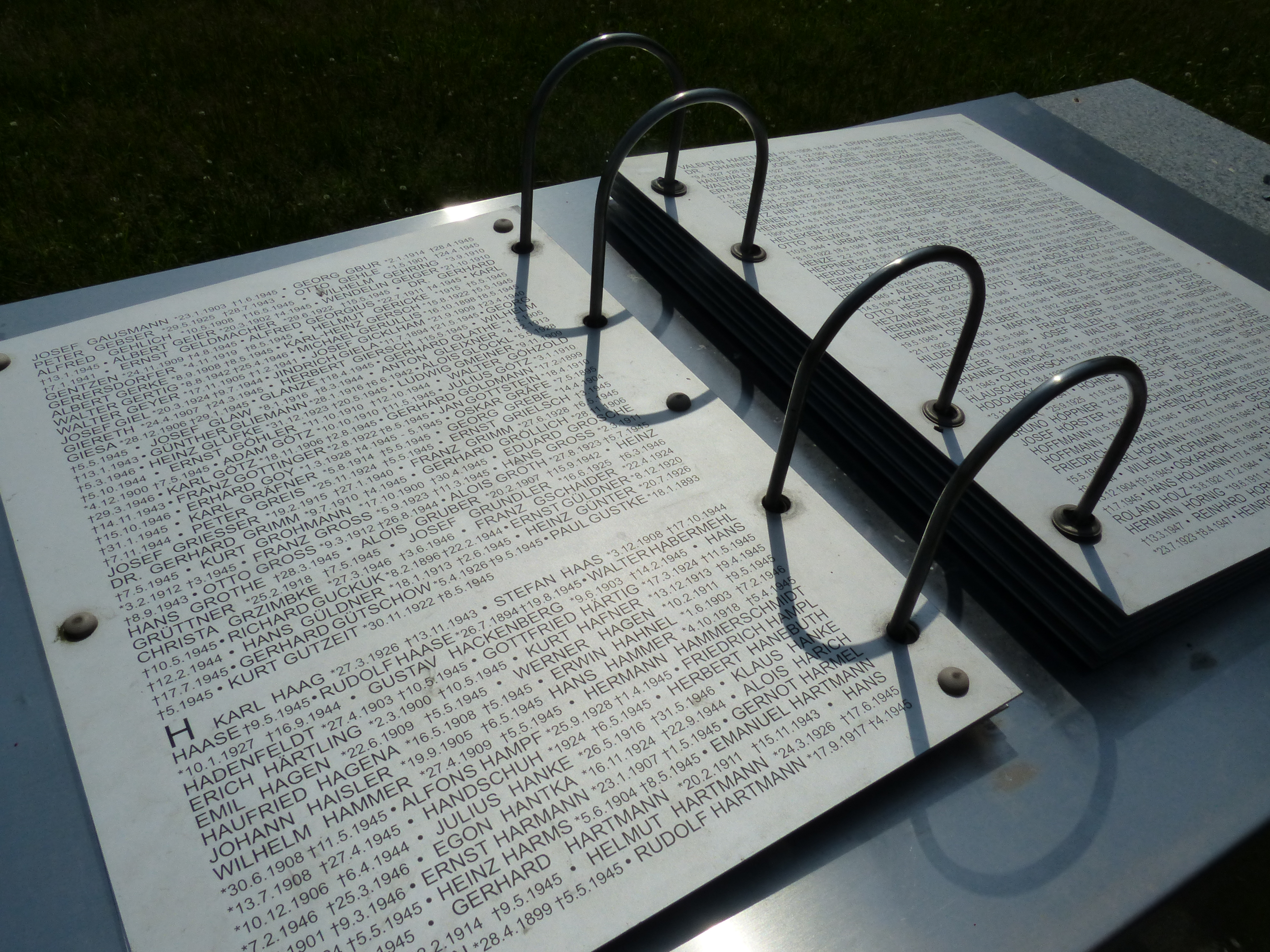
Buch aus Metall mit Namensliste
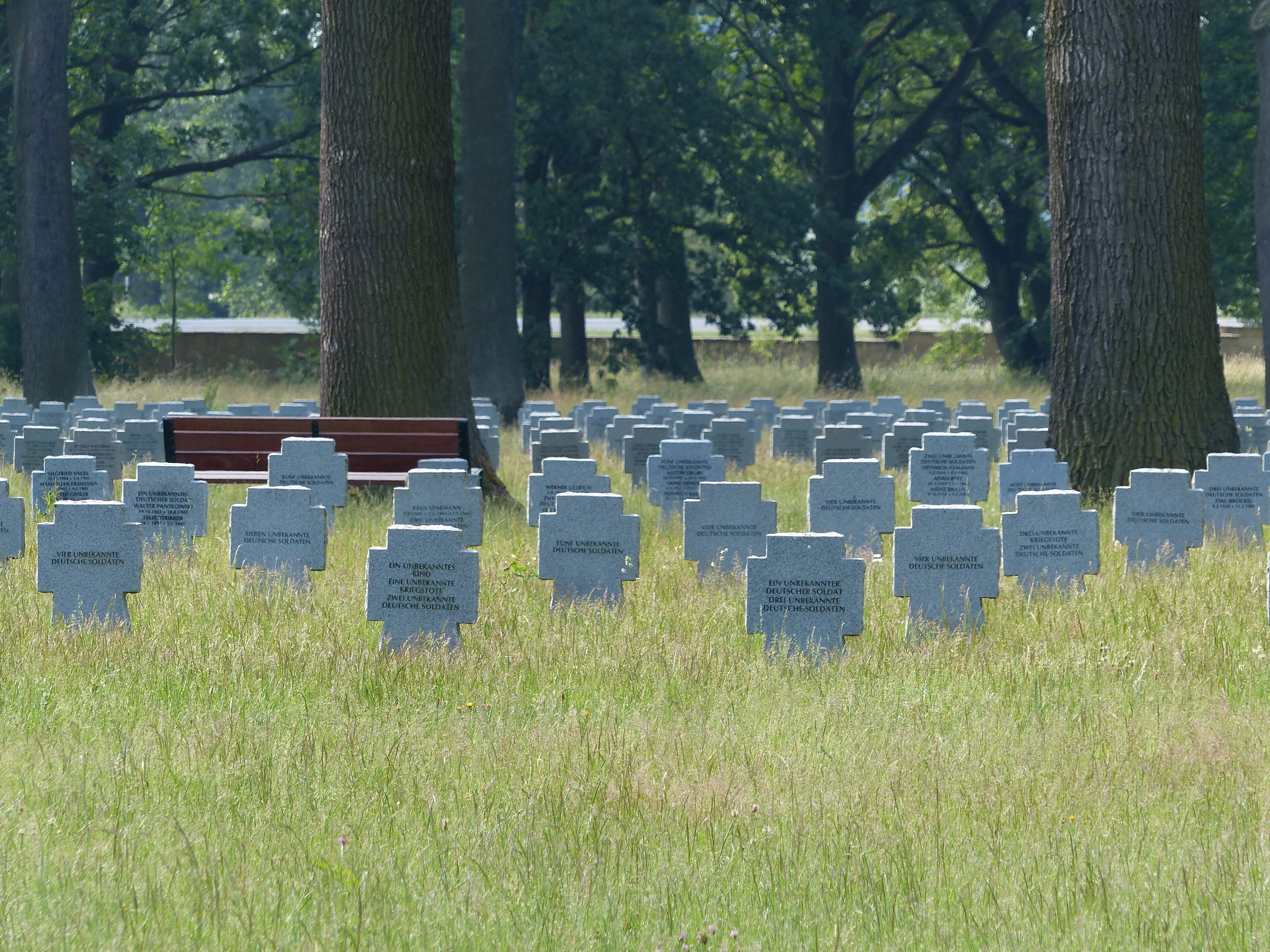
Gräberreihen
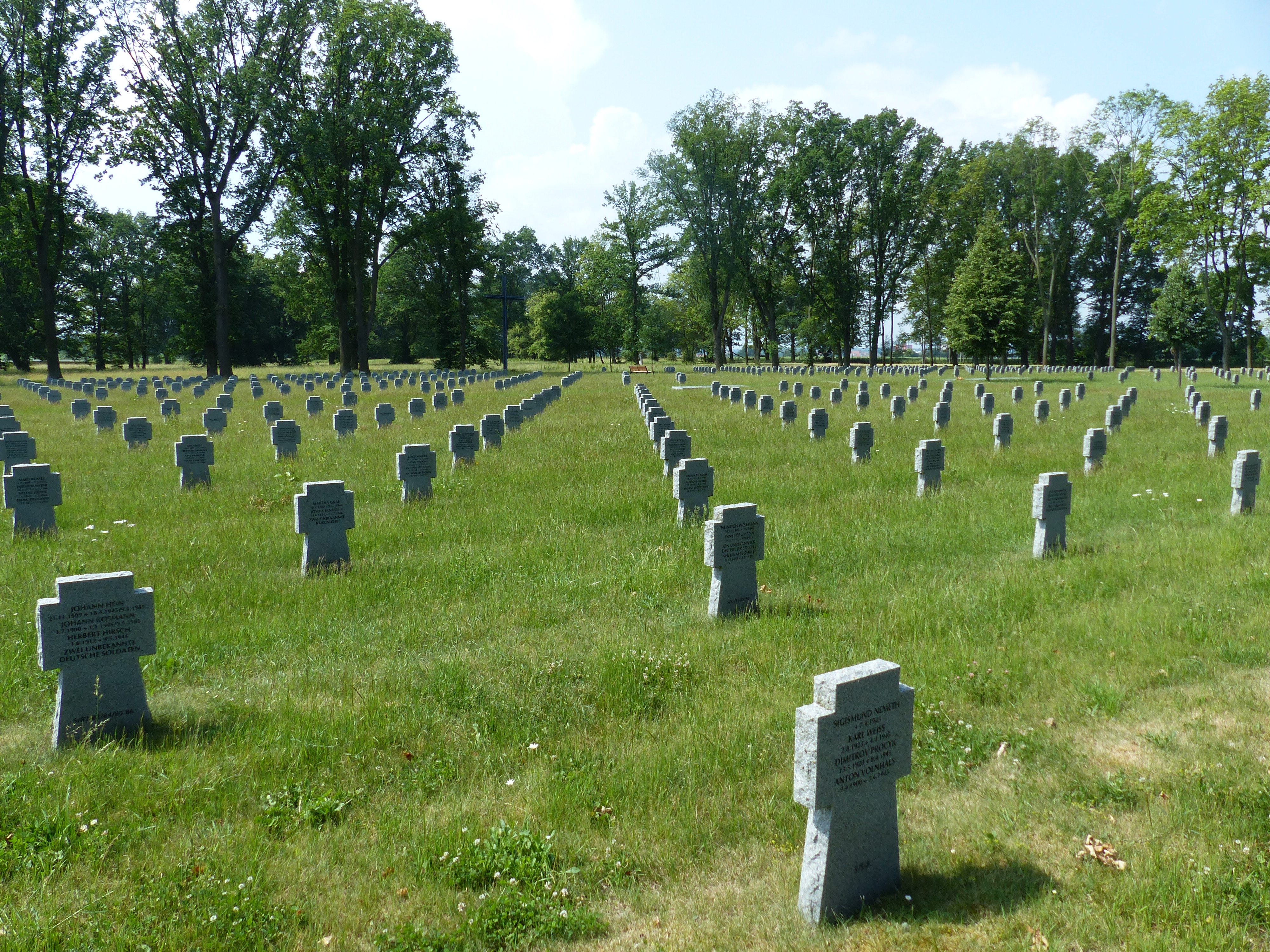
Gräberreihen